# بتمن: شهر آرکهام
بتمن: شهر آرکهام (به انگلیسی: batman: arkham city) یک بازی ویدئویی در سبک اکشن-ماجراجویی است که توسط راک‌استدی استودیوز توسعه یافته و به‌وسیلهٔ وارنر برادرز. اینتراکتیو انترتینمنت در اکتبر سال ۲۰۱۱ برای کنسول‌های ایکس‌باکس ۳۶۰ و پلی‌استیشن ۳ در سراسر جهان منتشر شد، به دنبال آن نسخهٔ مایکروسافت ویندوز یک ماه بعد عرضه شد. این بازی که براساس داستان‌های بتمن ابرقهرمان کتاب‌های مصور دی‌سی کامیکس ساخته شده به عنوان دومین قسمت در مجموعه بازی‌های بتمن: آرکهام محسوب می‌شود و همچنین دنباله‌ایست بر بازی موفق بتمن: تیمارستان آرکهام که در سال ۲۰۰۹ عرضه شده بود.
فضا و داستان شهر آرکهام توسط نویسنده کهنه‌کار کتاب‌های مصور پال دینی طراحی شده‌است؛ تیمارستان آرکهام را نیز او طراحی کرده بود. داستان اصلی بازی پیرامون مبارزات بتمن با دشمنان جدید و قدیمی اش در شهر گاتهام می‌گذرد.

## گیم‌پلی
بتمن: شهر آرکهام یک عنوان در سبک اکشن-ماجراجویی و جهان باز است. همین موضوع باعث می‌شود که روند بازی از آزادی عمل بیشتری برخوردار باشد. در کنار مأموریت‌های اصلی بازی که نقش مهمی در پیشبرد داستان دارند، مراحل فرعی زیادی در شهر گاتهام قرار دارند که از هیجان بسیار خوبی برای یک مأموریت جانبی برخوردار هستند که با پیشرفت در بازی آزاد می‌شوند و به پایان رساندن آن‌ها امتیازات زیادی به شخصیت اصلی بازی می‌دهد. در این نسخه کارآگاه-بازی‌های بتمن بیشتر شده و این قسمت به یکی از بخش‌های جالب بازی تبدیل شده‌است.
بررسی محیط‌های مختلف برای پیدا کردن سرنخ و تعقیب افراد مختلف، با این روش امکان‌پذیر است. حالت detective mode همچنان در بازی وجود دارد و بتمن به‌وسیله آن می‌تواند دشمنان را از پشت دیوار ببیند، آیتم‌های مختلف را شناسایی کند و راه حلی درست را برای حل معماهای بازی پیدا کند. تنوع محیط‌های بازی باعث شده که تنوع گیم پلی را هم در بازی شاهد باشیم. در برخی مراحل باید خیلی آرام راه بروید، چرا که ممکن است سطحی که روی آن قرار دارید، بشکند، در برخی مراحل باید به صورت مخفی-کاری عمل کنید تا بتوانید افراد بی‌گناه را نجات دهید و در اکثر مراحل هم می‌توانید از هر راهی که دوست داشتید، مأموریت‌ها را به پایان برسانید.
حالت take down دشمنان هیجان خوبی به بازی بخشیده و در قسمت‌های مخفی-کاری، بسیار کارآمد هستند. به خصوص که در این شماره می‌توانید دو دشمن را به صورت هم‌زمان از بین ببرید. بتمن از جمله ابر قهرمان‌هایی است که قدرت ماوراءالطبیعه ندارد و به واسطه داشتن ابزار و امکانات پیشرفته توانسته بر دشمنانش غلبه کند. در این بازی نیز سلاح‌های نسخه قبل وجود دارند و هم چند ابزار و سلاح جدید برای او طراحی شده که بسیار هم کارآمد هستند. سلاحی که گلوله‌های الکتریکی پرتاب می‌کند یا ابزاری که به وسیله آن می‌توان سلاح دشمنان را از کار انداخت، بخشی از این ابزار و سلاح‌های جدید به حساب می‌آیند. دوربین بازی در این عنوان عملکرد بسیار خوبی دارددوربین همیشه در زاویه مناسبی قرار دارد و حالت آزاد آن باعث می‌شود که بازیکنان بتوانند آن را به جهت‌های مختلف حرکت دهند. موضع‌گیری خوب دوربین زمانی بیشتر جلب توجه می‌کند که بتمن ضربه نهایی را به آخرین دشمن می‌زند. در هر شرایط و هر جایی که باشید، دوربین دارای مشکل نمی‌شود. به‌طور مثال دوربین درون دیوار یا محیط‌هایی که برای بازی طراحی نشده‌اند، نمی‌رود. این موضوع در مورد دشمنان هم صدق می‌کند. نمی‌توان دشمنی را دید که درون در و دیوار گیر کند یا با باگ‌های مختلف به شکل‌های عجیب و غریب دربیاید. در واقع می‌توان گفت که بازی هیچ‌کدام از مشکلات رایج موتور بازی‌سازی آنریل انجین ۳ را ندارد و بازیکنان با گیم پلی‌ای روان و نفس‌گیر مواجه هستند.
معماهای ریدلر در این نسخه نیز هستند، اما تعداد آن‌ها بسیار بیشتر شده و در اکثر نقاط شهر گاتهام دیده می‌شوند. معماهایی که چالش‌های مختلفی را پیش روی بتمن می‌گذارند. از آنجایی که دنیای بتمن دارای شخصیت‌های بسیار زیادی است و شاید خیلی از بازیکنان با آن‌ها آشنا نباشند، بازی دارای قسمتی است که از طریق آن می‌توان اطلاعات مختصری را دربارهٔ شخصیت‌های بازی (رنگ مو، رنگ چشم، وزن، قد و اینکه از چه شماره‌ای از کمیک‌های بتمن به این دنیا وارد شدند) بدست آورد. در طول بازی، بازیکنان با غول‌آخرهای مختلفی مواجه خواهند شد که هر کدام از آن‌ها دارای نقاط ضعف متفاوتی هستند و بازیکنان باید به یک صورت خاص با آن‌ها مبارزه کنند.

## داستان
حدود ۱ سال از وقایع بازی قبلی (تیمارستان آرکهام) می‌گذرد. بروس وین، میلیاردر خوش گذران شهر گاتهام، در طی یک مصاحبه مطبوعاتی مخالفت‌های خود را با پروژه شهر آرکهام، زندانی در قلب گاتهام که ۵ برابر بزرگ‌تر از تیمارستان آرکهام است، اعلام می‌کند. در اواسط مصاحبه، افرادی ناشناس به او حمله کرده و وی را به شهر آرکهام (زندان هوگو استرنج) می‌برند. استرنج که از هویت مخفی بروس وین (بتمن) با خبر است، او را تهدید کرده و اعلام می‌کند که پروژه پروتکل ۱۰ به‌زودی و در شهر آرکهام اجرا خواهد شد. در حقیقت، در کل بازی هدف بتمن و بازیکن فهمیدن چیستی پروتکل ۱۰ است که به گفته استرنج، ۱۰ ساعت پس از شروع بازی عملی خواهد شد. پس از فرار از دست استرنج و پوشیدن لباس بتمن، بازی به‌طور رسمی آغاز شده و پس از آن، بازیکن باید در نقش بتمن در شهر آرکام به مبارزه با جرم و جنایت پرداخته و با جنایتکاران و خلافکاران مختلفی بجنگد. همچنین با ورود شخصیت جوکر و معشوقه اش هارلی کوئین به بازی، داستان پیچیده‌تر و جالب تر از قبل شده و پس از مدتی، بتمن در میابد که برای جان خود و جوکر که سمی مرگبار در خون آن‌ها در جریان است، تنها نزدیک به ۲۴ ساعت وقت دارد.
در این بین و در طول بازی، جنگی بزرگ میان پنگوئن و دوچهره در میان بوده و همین، پیچش و چالشی جدید برای بتمن به حساب می‌آید. همچنین شخصیت زن گربه‌ای نیز بازی حضور داشته و به دنبال پول برای خروج از گاتهام، با دوچهره و گروهش درگیر می‌شود. از دیگر دشمنان کلاسیک بتمن که در این بازی حضور دارند، می‌توان به بین، مستر فریز، پویزن آی‌وی، مد هتر، کلی‌فیس، ددشات، ویکتور زز، رأس‌الغول و دخترش تالیا الغول اشاره کرد. همچنین مانند بازی قبلی، شخصیت ریدلر نیز در این نسخه حضور داشته و با معماهای زیاد و فراوانش، بتمن را بارها و بارها به چالش می‌کشد.

## گرافیک
بی شک تیمارستان آرکهام یک بازی فوق‌العاده از نظر گرافیک بود، اما بتمن: شهر آرکهام از آن نیز در این زمینه برتری دارد. بازی با همان موتور بازی‌سازی آنریل انجین ۳ ساخته شده و به جرأت می‌توان گفت که یکی از بهترین کارهای ساخته شده با این موتور بازی‌سازی را در این عنوان شاهد هستیم. اولین تغییر بازی، این است که شهر آرکهام یک بازی جهان باز است. شهر بزرگ گاتهام به شکلی بسیار خوب در بازی طراحی شده و یکی از زیباترین مناظر را به وجود آورده‌است. سازندگان به خوبی به جزئیات توجه کرده‌اند.
خیابان‌ها، کوچه‌ها، فاضلاب‌ها، مترو، ایستگاه قطار، مکان‌های مهم شهر و… همه به شکلی بسیار خوب طراحی شده‌اند. کیفیت بافت‌های بازی بسیار بالا رفته و این موضوع زمانی مشخص می‌شود که کمی به سنگ‌فرش‌های خیابان، طراحی ساختمان‌ها و دیگر المان‌هایی که در محیط بازی به کار رفته‌اند، دقت کنید. فضای تاریک و گرفته شهر گاتهام یکی دیگر از قسمت‌های جالب توجه بازی است. هوایی برفی و تاریک و وزش باد باعث می‌شوند که بازیکنان فضای خشن و بی‌رحم بازی را احساس کنند. جوسازی فوق‌العاده‌ای در این عنوان صورت گرفته که مانند آن در کمتر بازی ای می‌توان دید. رنگ‌بندی‌های تیره و گرفته محیط نیز روی ایجاد این حس تأثیر زیادی داشته‌اند. از طرف دیگر بازیکنان با یک شهر بزرگ روبرو هستند که می‌توانند به قسمت‌های مختلف آن بروند.
تمام قسمت‌های این شهر در یک لحظه پردازش می‌شوند و بازیکن در طول این گردش با هیچ گونه مشکل اجرایی مثل دیر پردازش شدن بافت‌ها، افت فریم و… مواجه نمی‌شود. در بازی جلوه‌های ویژه خوبی طراحی شده‌اند. انفجارهای سینمایی و تخریب‌پذیری خوبی را در بازی شاهد خواهید بود که به زیباتر شدن بازی کمک شایانی کرده‌است. همچنین موسیقی بازی در موقعیت‌های مختلف از جمله درگیری با دشمنان تغییر می‌کند و بازیکن شاهد هیجانی بودن موقعیت خود می‌شود. تأثیر وزش باد و برف را می‌توان روی بتمن مشاهده کرد. وزش باد، شنل او را که بسیار خوب طراحی شده، به جهت‌های مختلف حرکت می‌دهد. همچنین در زمان پرواز بر فراز شهر نیز می‌توان دانه‌های برفی که روی شنل او می‌نشینند و آب می‌شوند را مشاهده کرد.

## موسیقی و صداگذاری
موسیقی شهر آرکهام به شدت سینمایی است و حال و هوای فیلم‌های کریستوفر نولان را در بازی به وجود آورده‌است. قطعات ارکسترالی که به شکلی بسیار خوب در طول بازی شنیده می‌شوند. موسیقی‌ها حال و هوای بسیار خوبی در بازی به وجود آورده‌اند و همین‌طور هیجان بالایی را در زمان مبارزه‌ها به بازیکنان منتقل می‌کنند. رون فیش و نیک آروندل کار آهنگسازی این عنوان را انجام داده‌اند. لازم است ذکر شود که این اشخاص در پروژه تیمارستان آرکهام هم حضور داشتند. در کنار آهنگسازی و موسیقی‌های خوب بازی، صداگذاری روی شخصیت‌ها هم عالی است. افراد مشهوری که صدای آن‌ها در دنیای بتمن ماندگار است در این بازی به ایفای نقش پرداخته‌اند. افرادی همچون کوین کانروی که همیشه صداگذار بتمن در انیمیشن‌های این ابرقهرمان بوده، در این بازی حضور داشته و به صداگذاری روی شخصیت بتمن پرداخته‌است.
در کنار او مارک همیل افسانه‌ای قرار دارد که همه با صدای او روی شخصیت جوکر آشنایی دارند. در کنار این اشخاص، صداگذاران دیگری همچون نولان نورث، تارا استرانگ، گری دلیسل، کوری بورتون و موریس لامارش به جای شخصیت‌های پنگوئن، هارلی کوئین، زن گربه‌ای، هوگو استرنج و آقای فریز صحبت کرده‌اند و در کل، تعداد آن‌ها به بیش از ۲۰ نفر گوینده می‌رسد. در کنار این موضوع، باید به صداگذارانی که روی دشمنان معمولی بازی نیز صداگذاری کرده‌اند، اشاره کرد که کار آن‌ها نیز بسیار خوب بوده‌است. تنوع دیالوگ‌های بازی بسیار زیاد است. با گردش بر فراز شهر به قسمت‌هایی می‌رسید که می‌توانید صدای برخی از دشمنان را که با هم صحبت می‌کنند، بشنوید. صحبت‌هایی که اطلاعات بسیار خوبی دربارهٔ اتفاقات رخ داده در بازی و کارهایی که بتمن انجام داده، به بازیکنان می‌دهند. تنوع این قسمت‌ها نیز بسیار خوب است و بازیکنان با تکرار دیالوگ‌ها مواجه نمی‌شوند.

## بسته‌های الحاقی (DLC)
برای این بازی تعدادی بسته الحاقی عرضه شد که شامل لباس‌های مختلف بتمن، زن گربه‌ای، نایتوینگ و رابین بودند. همچنین بستهٔ الحاقی دیگری برای این بازی با نام «انتقام هارلی کوئین» منتشر شد که در ادامه داستان اصلی بازی پیش می‌رفت. در طی این بسته الحاقی، هارلی کوئین تصمیم گرفته‌است تا انقام مرگ جوکر را از بتمن بگیرد.
از دیگری بسته‌های الحاقی بازی بتمن: شهر آرکهام، می‌توان به بستهٔ الحاقی دث‌استروک اشاره کرد که در آن، وی به شهر گاتهام بازگشته تا با ایجاد جرم و جنایت، بتمن و انواع خلافکاران را به چالشی جدید دعوت کند.